# Papegoja (adelsätt)
Papegoja är en utdöd adlig ätt med rötter från Västergötland, där ättens stamfar Börje Persson fick frälsebrev för sin gård Ramstorp i Ängarp (Agnetorps socken).
Ättens mest kända medlem var den femte guvernören i Nya Sverige, Johan Papegoja, gift med Armegard Printz, dotter till tidigare guvernören Johan Printz. 
Deras son Bernt Papegoja till Gunnarstorp, född 1649 på Fort Christina i Nya Sverige, blev efter resa till Sverige hauptman på Läckö slott.

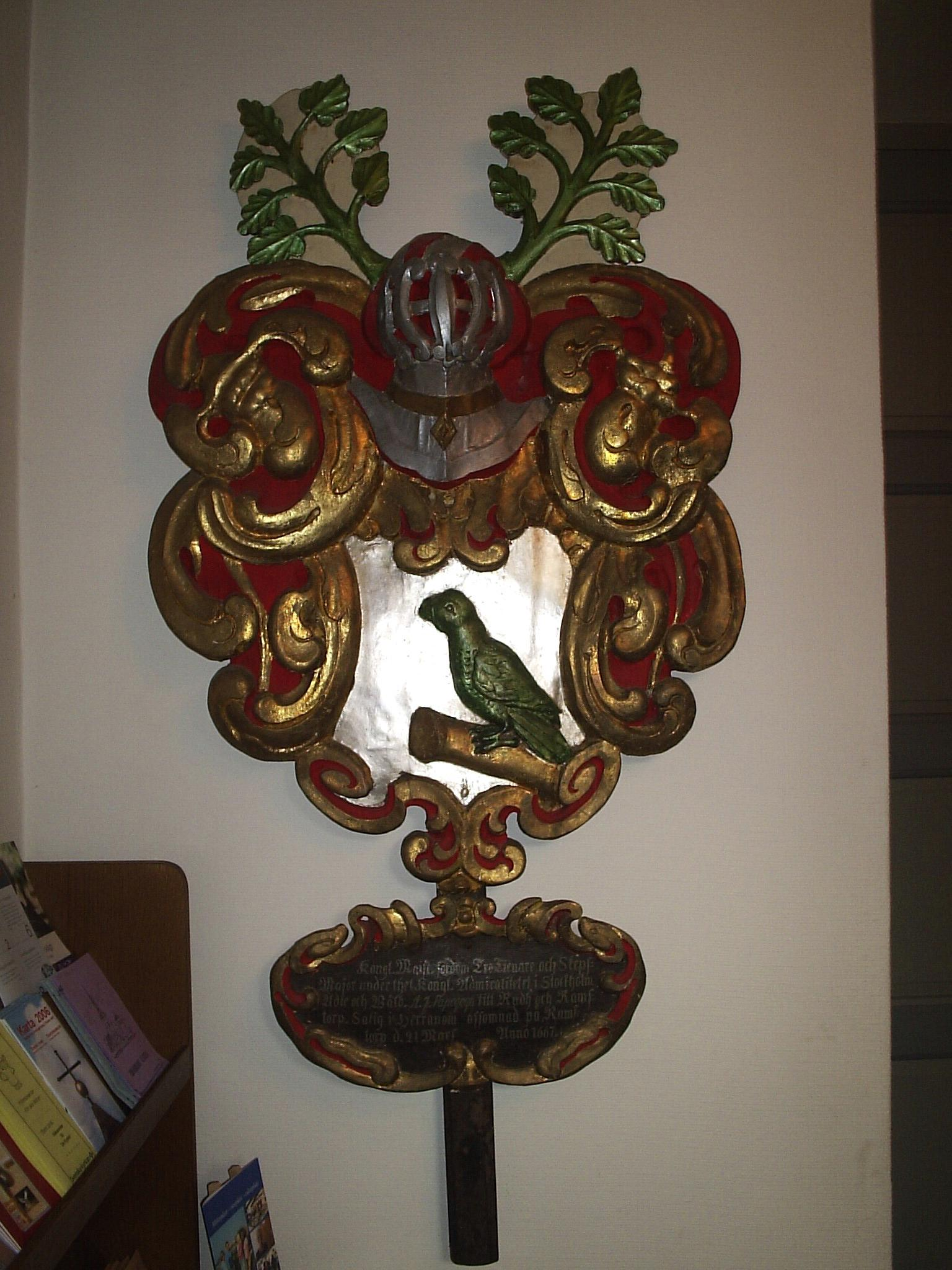
Johan Papegojas vapen, Tidaholms kyrka.
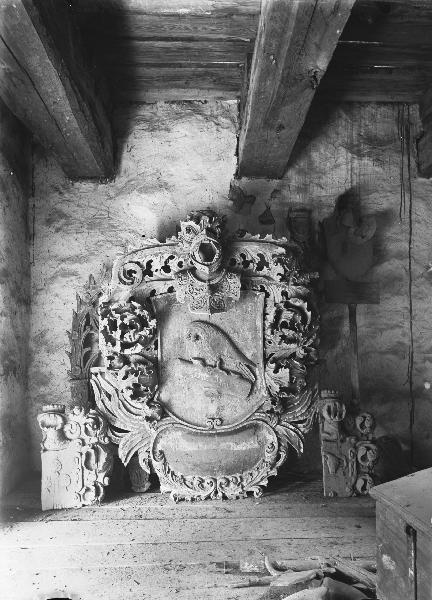
Bernt Papegojas vapen, Järpås kyrka.